# Langhorne Speedway
O Langhorne Speedway foi um autódromo localizado em Langhorne, no estado da Pensilvânia, nos Estados Unidos, o circuito era no formato oval com 1,6 km (1 milha) de extensão com um formato quase circular e com pouquíssima inclinação nas curvas.
Foi inaugurado em 1926 especificamente para corridas a motor, tendo sido muito usado pela AAA, AMA, USAC e NASCAR, o circuito foi desativao em 1971, hoje o local abriga um shopping center, o circuito pode ser jogado no jogo Indianapolis 500 Evolution.

## "Puke Hollow", o buraco do vômito
Provavelmente a área mais notória desta pista de corrida de terra original, que ganhou o apelido de "Puke Hollow", uma área entre as "curvas" 1 e 2 onde os pilotos vomitavam por estarem mal e por aquele ponto estar sempre cheio de buracos na pista. Isso acontecia como resultado do empurrão extremo que seu carro experimentaria ao atingir os sulcos profundos que se formavam nesta seção da pista à medida que a corrida avançava. Quando a pista foi reconfigurada e pavimentada em 1965, a superfície de corrida de asfalto liso e nivelado impediu essencialmente a formação de manchas ásperas e efetivamente eliminou esse buraco.